# District urbain de Jincheng
Le district urbain de Jincheng (城区 ; pinyin : Chéng Qū) est une subdivision administrative de la province du Shanxi en Chine. Il est placé sous la juridiction de la ville-préfecture de Jincheng.